# Schron Partyzantów II
Schron Partyzantów II – jaskinia, a właściwie schronisko, w Dolinie Małej Łąki w Tatrach Zachodnich. Wejście do niej położone jest w zboczu Kamiennego, poniżej Zagonnej Turni, w pobliżu niewielkiego Schronu Partyzantów, Siwarowej Dziury i Tunelu pod Siwarową Dziurą, na wysokości 1432 m n.p.m. Długość jaskini wynosi 11 metrów, a jej deniwelacja 3 metry.

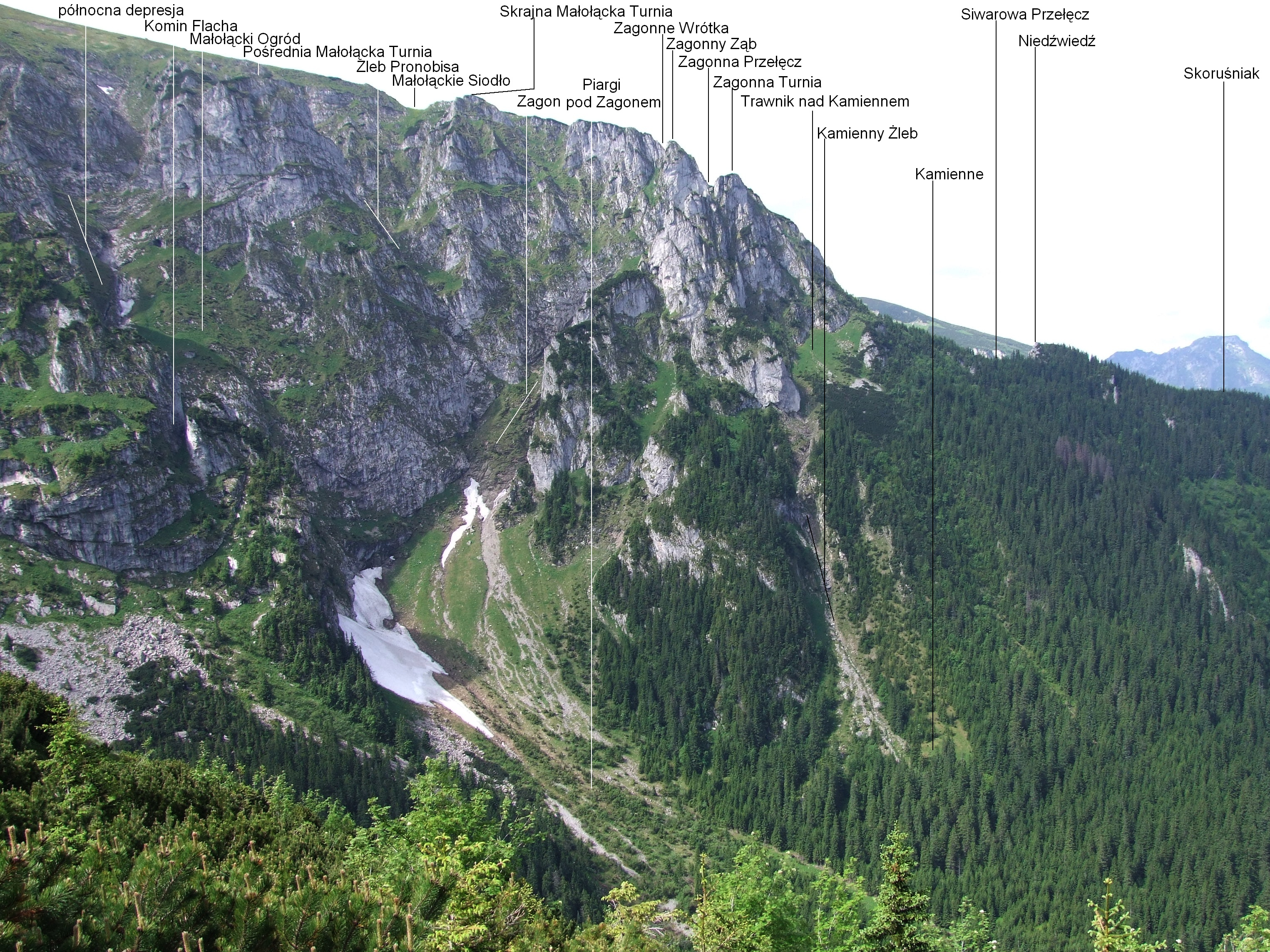
Widok na Kamienne i Zagonną Turnię ze zboczy Małego Giewontu

## Opis jaskini
Jaskinię stanowi poziomy, 8-metrowy korytarz zaczynający się w niewielkim otworze wejściowym, a kończący zawaliskiem. W zawalisku znajdują się dwa krótkie korytarzyki, z których jeden prowadzi do góry tworząc kominek.

## Przyroda
W jaskini brak jest nacieków. Ściany są wilgotne, w początkowej części korytarza rosną na nich mchy i porosty.

## Historia odkryć
Jaskinia znana była od dawna. Pierwszą wzmiankę o niej opublikował Kazimierz Kowalski w 1953 roku.